# フランチェスコ・ジャチント・ディ・サヴォイア
フランチェスコ・ジャチント・ディ・サヴォイア（Francesco Giacinto di Savoia, 1632年9月14日 - 1638年10月4日）は、サヴォイア公、サルッツォ侯、ピエモンテ公、アオスタ伯、モーリエンヌ伯、ニース伯、キプロス王エルサレム王（在位：1637年 - 1638年）。フランス語名フランソワ・ヤサント・ド・サヴォワ（François Hyacinthe de Savoie）。
父ヴィットーリオ・アメデーオ1世が1637年に死去したため、母マリーア・クリスティーナの摂政の下に5歳で即位したが、1年後に夭逝した。